# DaRon Bland
DaRon Bland (geboren am 12. Juli 1999 in Modesto, Kalifornien) ist ein US-amerikanischer American-Football-Spieler auf der Position des Cornerbacks. Er spielte College Football für die California State University, Sacramento, sowie die California State University, Fresno, und wurde im NFL Draft 2022 in der fünften Runde von den Dallas Cowboys ausgewählt.

## College
Bland besuchte die Central Catholic High School in seiner kalifornischen Heimatstadt Modesto. Er ging ab 2017 auf die California State University, Sacramento, und spielte College Football für die Sacramento State Hornets in der NCAA Division I  Football Championship Subdivision (FCS). Neben seiner Karriere als Footballspieler war Bland auch als Leichtathlet für Sacramento State aktiv. Bland war in den Spielzeiten 2018 und 2019 Stammspieler im Footballteam und wurde 2019 in das All-Star-Team der Big Sky Conference gewählt. Die Saison 2020 fiel wegen der COVID-19-Pandemie in den Vereinigten Staaten für Sacramento State aus, sodass er zusätzlich zu den üblichen vier Jahren ein weiteres Jahr Spielberechtigung erhielt. Daraufhin entschloss er sich für die Saison 2021 zu einem Wechsel auf die California State University, Fresno, um für die Fresno State Bulldogs in der sportlich höherklassigen NCAA Division I Football Bowl Subdivision (FBS) zu spielen. Für Fresno State kam er in 13 Spielen zum Einsatz, davon neunmal als Starter, und fing zwei Interceptions.

## NFL
Bland wurde im NFL Draft 2022 in der fünften Runde an 167. Stelle von den Dallas Cowboys ausgewählt. Er sah in den ersten drei Spielen keine Einsatzzeit in der Defense, bevor er am vierten Spieltag gegen die Washington Commanders Slot-Cornerback Jourdan Lewis ersetzen musste, der sich vor Spielbeginn verletzt hatte. Bland spielte daher 80 % aller defensiven Spielzüge. Er konnte im vierten Viertel einen Pass von Carson Wentz abfangen und damit seine erste Interception in der NFL erzielen. Da Lewis ab dem achten Spieltag für den Rest der Saison ausfiel, übernahm Bland von da an dauerhaft dessen Position als Stammspieler. Gegen die Indianapolis Colts in Woche 13 fing Bland zwei Interceptions im vierten Viertel und trug damit wesentlich zur dominanten Defensivleistung der Cowboys in diesem Viertel bei, in dem sie 33 unerwiderte Punkte erzielten und das Spiel damit 54:19 gewannen. Mit insgesamt fünf Interceptions führte er sein Team in dieser Statistik 2022 an.
Infolge des verletzungsbedingten Ausfalls von Trevon Diggs nach nur zwei Spielen war Bland auch 2023 Stammspieler bei den Cowboys und spielte als Outside-Cornerback statt im Slot. Am 24. November 2023 stellte er am 12. Spieltag der Saison 2023 gegen die Washington Commanders mit seinem fünften Pick Six in dieser Spielzeit einen neuen NFL-Rekord auf. Er wurde als Defensive Player of the Month im Monat Dezember ausgezeichnet. Mit insgesamt neun Interceptions führte Bland die Liga in dieser Saison an, er wurde den Pro Bowl sowie in das All-Pro-Team gewählt. Bei der Wahl zum NFL Defensive Player of the Year Award belegte er den fünften Platz.

### NFL-Statistiken
| Saison                             | Saison | Spiele | Spiele      | Tackles | Tackles | Tackles | Tackles | Interceptions | Interceptions | Interceptions | Interceptions | Interceptions | Fumbles | Fumbles | Fumbles |
| Jahr                               | Team   | Spiele | als Starter | Gesamt  | Solo    | Ast     | Sacks   | PD            | INT           | Yds           | Lng           | TD            | FF      | FR      | TD      |
| ---------------------------------- | ------ | ------ | ----------- | ------- | ------- | ------- | ------- | ------------- | ------------- | ------------- | ------------- | ------------- | ------- | ------- | ------- |
| 2022                               | DAL    | 17     | 8           | 54      | 38      | 16      | 0,0     | 7             | 5             | 19            | 15            | 0             | 0       | 0       | 0       |
| 2023                               | DAL    | 17     | 15          | 69      | 53      | 16      | 0,0     | 15            | 9             | 209           | 63            | 5             | 0       | 0       | 0       |
| 2024                               | DAL    | 7      | 7           | 41      | 29      | 12      | 0,0     | 5             | 0             | 0             | 0             | 0             | 1       | 1       | 0       |
| Gesamt                             | Gesamt | 41     | 30          | 164     | 120     | 44      | 0,0     | 27            | 14            | 228           | 63            | 5             | 1       | 1       | 0       |
| Quelle: pro-football-reference.com |        |        |             |         |         |         |         |               |               |               |               |               |         |         |         |